# Olympische Sommerspiele 2020/Teilnehmer (Neuseeland)
| Gelbes Symbol für Goldmedaillen mit stilisierten Olympischen Ringen | Graues Symbol für Silbermedaillen mit stilisierten Olympischen Ringen | Braundes Symbol für Bronzemedaillen mit stilisierten Olympischen Ringen |
| ------------------------------------------------------------------- | --------------------------------------------------------------------- | ----------------------------------------------------------------------- |
| 7                                                                   | 6                                                                     | 7                                                                       |

Neuseeland nahm an den Olympischen Spielen 2020 in Tokio mit 215 Sportlern in 21 Sportarten teil. Es war die insgesamt 26. Teilnahme an Olympischen Sommerspielen.

## Medaillengewinner

### Gold
| Name | Sportart | Wettkampf                 |
| --- | -------- | ------------------------- |
| Lisa Carrington | Kanu     | Einer-Kajak 200 m Frauen  |
| Lisa Carrington | Kanu     | Einer-Kajak 500 m Frauen  |
| Lisa Carrington Caitlin Regal | Kanu     | Zweier-Kajak 500 m Frauen |
| Grace Prendergast Kerri Gowler | Rudern   | Zweier ohne Steuerfrau    |
| Emma Twigg | Rudern   | Einer Frauen              |
| Tom Mackintosh Hamish Bond Thomas Murray Michael Brake Dan Williamson Phillip Wilson Shaun Kirkham Matt Macdonald Sam Bosworth (Stm.)                                                | Rudern   | Achter Männer             |
| Michaela Blyde Kelly Brazier Gayle Broughton Theresa Fitzpatrick Stacey Fluhler Sarah Hirini Shiray Kaka Tyla Nathan-Wong Risealeaana Pouri-Lane Alena Saili Ruby Tui Portia Woodman | Rugby    | Frauen                    |

### Silber
| Name | Sportart | Wettkampf           |
| --- | -------- | ------------------- |
| Ellesse Andrews | Radsport | Keirin Frauen       |
| Campbell Stewart | Radsport | Omnium Männer       |
| Brooke Donoghue Hannah Osborne | Rudern   | Doppelzweier Frauen |
| Ella Greenslade Emma Dyke Lucy Spoors Kelsey Bevan Grace Prendergast Kerri Gowler Elizabeth Ross Jackie Gowler Caleb Shepherd (Stm.)                                                                     | Rudern   | Achter Frauen       |
| Kurt Baker Dylan Collier Scott Curry Sam Dickson Andrew Knewstubb Ngarohi McGarvey-Black Tim Mikkelson Sione Molia Etene Nanai-Seturo Tone Ng Shiu Amanaki Nicole William Warbrick Regan Ware Joe Webber | Rugby    | Männer              |
| Peter Burling Blair Tuke | Segeln   | 49er Männer         |

### Bronze
| Name                         | Sportart        | Wettkampf            |
| ---------------------------- | --------------- | -------------------- |
| David Nyika                  | Boxen           | Schwergewicht Männer |
| Lydia Ko                     | Golf            | Frauen               |
| Tomas Walsh                  | Leichtathletik  | Kugelstoßen Männer   |
| Valerie Adams                | Leichtathletik  | Kugelstoßen Frauen   |
| Marcus Daniell Michael Venus | Tennis          | Herrendoppel         |
| Dylan Schmidt                | Trampolinturnen | Männer               |
| Hayden Wilde                 | Triathlon       | Einzel Männer        |

## Teilnehmer nach Sportarten

### Boxen
| Athleten    | Wettbewerb              | 1. Runde | 1. Runde | Achtelfinale | Achtelfinale | Viertelfinale | Viertelfinale | Halbfinale          | Halbfinale | Finale        | Finale        | Rang   |
| Athleten    | Wettbewerb              | Gegner   | Ergebnis | Gegner       | Ergebnis     | Gegner        | Ergebnis      | Gegner              | Ergebnis   | Gegner        | Ergebnis      | Rang   |
| ----------- | ----------------------- | -------- | -------- | ------------ | ------------ | ------------- | ------------- | ------------------- | ---------- | ------------- | ------------- | ------ |
| Männer      |                         |          |          |              |              |               |               |                     |            |               |               |        |
| David Nyika | Schwergewicht bis 91 kg | Freilos  | Freilos  | Y. Baalla    | 5:0          | U. Smjahlikau | 5:0           | M. Gadschimagomedow | 1:4        | ausgeschieden | ausgeschieden | Bronze |

### Fußball
| Wettbewerb      | Frauen (Spiele/Tore) (Football Ferns) | Männer (Spiele/Tore) (All Whites) |
| --------------- | --- | --- |
| Athleten        | CJ Bott (3/0) Katie Bowen (3/0) Claudia Bunge (1/0) Olivia Chance (2/0) Daisy Cleverley (3/0) Abby Erceg (3/0) Anna Green (1/0) Betsy Hassett (3/1) Anna Leat (1/0) Annalie Longo (1/0) Meikayla Moore (3/0) Erin Nayler (2/0) Ria Percival (3/0) Gabi Rennie (3/1) Ali Riley (3/0) Emma Rolston (1/0) Paige Satchell (3/0) Hannah Wilkinson (3/0) | Joe Bell (4/0) Michael Boxall Liberato Cacace (4/1) Joey Champness (4/0) Callan Elliot (3/0) Dane Ingham (4/0) Elijah Just (4/0) Clayton Lewis (4/0) Callum McCowatt (4/0) Nando Pijnaker (4/0) Winston Reid (3/0) Jamie Searle Marko Stamenic (3/0) George Stanger (1/0) Gianni Stensness (4/0) Ben Waine (3/0) Chris Wood (4/2) Michael Woud (4/0) |
| Trainer         | Tom Sermanni | Danny Hay |
| P-Akkreditierte | Elizabeth Anton Victoria Esson Michaela Robertson Marisa van der Meer | Matt Garbett (2/0) Ben Old Alex Paulsen Sam Sutton |
| Gruppenphase    | Australien (1:2) Vereinigte Staaten (1:6) Schweden (0:2) | Südkorea (1:0) Honduras (2:3) Rumänien (0:0) |
| Viertelfinale   | ausgeschieden | Japan (0:0; 2:4 i. E.) |
| Halbfinale      | ausgeschieden | ausgeschieden |
| Finale          | ausgeschieden | ausgeschieden |
| Platzierung     | Gruppenletzter | ausgeschieden |

### Gewichtheben
| Athleten           | Wettbewerb                     | Reißen                | Reißen                | Stoßen        | Stoßen        | Zweikampf     | Zweikampf     | Rang |
| Athleten           | Wettbewerb                     | Gewicht               | Rang                  | Gewicht       | Rang          | Gewicht       | Rang          | Rang |
| ------------------ | ------------------------------ | --------------------- | --------------------- | ------------- | ------------- | ------------- | ------------- | ---- |
| Frauen             |                                |                       |                       |               |               |               |               |      |
| Megan Signal *     | Halbschwergewicht bis 76 kg    | DNS                   | DNS                   | DNS           | DNS           | DNS           | DNS           | DNS  |
| Kanah Andrews-Nahu | Schwergewicht bis 87 kg        | 94 kg                 | 13                    | 112 kg        | 13            | 206 kg        | 13            | 13   |
| Laurel Hubbard     | Superschwergewicht über 87 kg  | ohne gültigen Versuch | ohne gültigen Versuch | ausgeschieden | ausgeschieden | ausgeschieden | ausgeschieden | DNF  |
| Männer             |                                |                       |                       |               |               |               |               |      |
| Cameron McTaggart  | Mittelgewicht bis 81 kg        | 140 kg                | 12                    | 175 kg        | 11            | 315 kg        | 11            | 11   |
| David Liti         | Superschwergewicht über 109 kg | 178 kg                | 9                     | 236 kg        | 3             | 414 kg        | 5             | 5    |

### Golf
| Athleten | Runde 1 | Runde 2 | Runde 3 | Runde 4 | Gesamt | Par | Rang   |
| -------- | ------- | ------- | ------- | ------- | ------ | --- | ------ |
| Frauen   |         |         |         |         |        |     |        |
| Lydia Ko | 70      | 67      | 66      | 65      | 268    | −16 | Bronze |
| Männer   |         |         |         |         |        |     |        |
| Ryan Fox | 70      | 72      | 73      | 64      | 279    | −5  | 42     |

### Hockey
| Wettbewerb    | Frauen (Spiele/Tore) | Männer (Spiele/Tore) |
| ------------- | --- | --- |
| Athleten      | Samantha Charlton (5/0) Tarryn Davey (4/0) Frances Davies (6/0) Stephanie Dickins (6/0) Katie Doar (6/0) Ella Gunson (6/1) Megan Hull (6/0) Tessa Jopp (3/0) Rose Keddell (6/1) Julia King (5/0) Olivia Merry (6/1) Stacey Michelsen (4/0) (TW) Grace O’Hanlon (6/0) Holly Pearson (3/1) Hope Ralph (6/2) Olivia Shannon (6/0) Kelsey Smith (6/2) Liz Thompson (6/0) | David Brydon (2/0) Steve Edwards (5/0) Sean Findlay (5/0) (TW) Leon Hayward (5/0) Hugo Inglis (2/0) Stephen Jenness (5/2) Sam Lane (5/1) Dane Lett (5/0) George Muir (2/0) Shea McAleese (5/0) Jared Panchia (5/0) Nick Ross (5/0) Kane Russell (5/5) Jake Smith (5/1) Blair Tarrant (5/1) Dylan Thomas (4/0) Nick Wilson (5/1) Nic Woods (5/0) |
| Gruppenphase  | Argentinien (3:0) Japan (2:1) Spanien (1:2) Australien (0:1) China (2:3) | Indien (2:3) Spanien (4:3) Japan (2:2) Australien (2:4) Argentinien (1:4) |
| Viertelfinale | Niederlande (0:3) | ausgeschieden |
| Halbfinale    | ausgeschieden | ausgeschieden |
| Finale        | ausgeschieden | ausgeschieden |
| Platzierung   | 8. Platz | 9. Platz |

### Kanu

#### Kanurennsport
| Athleten                                                   | Wettbewerb | Vorlauf      | Vorlauf | Viertelfinale | Viertelfinale | Halbfinale   | Halbfinale | Finale A/B   | Finale A/B | Rang |
| Athleten                                                   | Wettbewerb | Zeit         | Rang    | Zeit          | Rang          | Zeit         | Rang       | Zeit         | Rang       | Rang |
| ---------------------------------------------------------- | ---------- | ------------ | ------- | ------------- | ------------- | ------------ | ---------- | ------------ | ---------- | ---- |
| Frauen                                                     |            |              |         |               |               |              |            |              |            |      |
| Lisa Carrington                                            | K-1 200 m  | 40,715 s     | 1       | —             | —             | 38,127 s     | 1          | 38,120 s     | 1          | Gold |
| Lisa Carrington                                            | K-1 500 m  | 1:48,463 min | 1       | —             | —             | 1:51,680 min | 1          | 1:51,216 min | 1          | Gold |
| Caitlin Regal                                              | K-1 500 m  | 1:50,297 min | 3       | —             | —             | 1:53,495 min | 3          | 1:53,681 min | 1          | 9    |
| Lisa Carrington Caitlin Regal                              | K-2 500 m  | 1:43,836 min | 1       | —             | —             | 1:36,724 min | 1          | 1:35,785 min | 1          | Gold |
| Teneale Hatton Alicia Hoskin                               | K-2 500 m  | 1:49,832 min | 4       | 1:50,507 min  | 4             | 1:44,119 min | 8          | 1:41,121 min | 6          | 14   |
| Lisa Carrington Teneale Hatton Alicia Hoskin Caitlin Regal | K-4 500 m  | 1:33,959 min | 2       | —             | —             | 1:36,293 min | 2          | 1:37,168 min | 4          | 4    |
| Männer                                                     |            |              |         |               |               |              |            |              |            |      |
| Max Brown Kurtis Imrie                                     | K-2 1000 m | 3:17,210 min | 4       | 3:10,220 min  | 2             | 3:17,684 min | 2          | 3:17,267 min | 5          | 5    |

#### Kanuslalom
| Athleten       | Wettbewerb | Vorlauf  | Vorlauf | Halbfinale    | Halbfinale    | Finale        | Finale        | Rang |
| Athleten       | Wettbewerb | Zeit     | Rang    | Zeit          | Rang          | Zeit          | Rang          | Rang |
| -------------- | ---------- | -------- | ------- | ------------- | ------------- | ------------- | ------------- | ---- |
| Frauen         |            |          |         |               |               |               |               |      |
| Luuka Jones    | C-1        | 115,19 s | 11      | 130,39 s      | 13            | ausgeschieden | ausgeschieden | 13   |
| Luuka Jones    | K-1        | 101,72 s | 3       | 108,97 s      | 5             | 110,67 s      | 6             | 6    |
| Männer         |            |          |         |               |               |               |               |      |
| Callum Gilbert | K-1        | 101,15 s | 23      | ausgeschieden | ausgeschieden | ausgeschieden | ausgeschieden | 23   |

### Karate

#### Kata
| Athleten      | Wettbewerb | Ausscheidungsrunde | Ausscheidungsrunde | Platzierungsrunde | Platzierungsrunde | Kampf um Gold / Bronze | Kampf um Gold / Bronze | Kampf um Gold / Bronze | Rang |
| Athleten      | Wettbewerb | Punkte             | Rang               | Punkte            | Rang              | Gegner                 | Punkte                 | Rang                   | Rang |
| ------------- | ---------- | ------------------ | ------------------ | ----------------- | ----------------- | ---------------------- | ---------------------- | ---------------------- | ---- |
| Frauen        |            |                    |                    |                   |                   |                        |                        |                        |      |
| Andrea Anacan | Kata       | 23,62              | 5                  | ausgeschieden     | ausgeschieden     | ausgeschieden          | ausgeschieden          | ausgeschieden          | 9    |

### Leichtathletik
Laufen und Gehen 
| Athleten        | Wettbewerb  | Runde 1      | Runde 1 | Halbfinale    | Halbfinale    | Finale        | Finale        | Rang          |
| Athleten        | Wettbewerb  | Zeit         | Rang    | Zeit          | Rang          | Zeit          | Rang          | Rang          |
| --------------- | ----------- | ------------ | ------- | ------------- | ------------- | ------------- | ------------- | ------------- |
| Frauen          |             |              |         |               |               |               |               |               |
| Camille Buscomb | 5000 m      | 15:24,39 min | 14      | —             | —             | ausgeschieden | ausgeschieden | ausgeschieden |
| Camille Buscomb | 10.000 m    | —            | —       | —             | —             | 32:10,49 min  | 20            | 20            |
| Männer          |             |              |         |               |               |               |               |               |
| Samuel Tanner   | 1500 m      | 3:43,22 min  | 9       | ausgeschieden | ausgeschieden | ausgeschieden | ausgeschieden | ausgeschieden |
| Nick Willis     | 1500 m      | 3:36,88 min  | 7       | 3:35,41 min   | 9             | ausgeschieden | ausgeschieden | ausgeschieden |
| Malcolm Hicks   | Marathon    | —            | —       | —             | —             | 2:23:12 h     | 64            | 64            |
| Zane Robertson  | Marathon    | —            | —       | —             | —             | 2:17:04 h     | 36            | 36            |
| Quentin Rew     | 50 km Gehen | —            | —       | —             | —             | 3:57:33 h     | 16            | 16            |

Springen und Werfen
| Athleten            | Wettbewerb  | Qualifikation | Qualifikation | Finale        | Finale        | Rang   |
| Athleten            | Wettbewerb  | Weite/Höhe    | Rang          | Weite/Höhe    | Rang          | Rang   |
| ------------------- | ----------- | ------------- | ------------- | ------------- | ------------- | ------ |
| Frauen              |             |               |               |               |               |        |
| Lauren Bruce        | Hammerwurf  | 67,71 m       | 23            | ausgeschieden | ausgeschieden | 23     |
| Julia Ratcliffe     | Hammerwurf  | 73,20 m       | 6             | 72,69 m       | 9             | 9      |
| Valerie Adams       | Kugelstoßen | 18,83 m       | 6             | 19,62 m       | 3             | Bronze |
| Maddison-Lee Wesche | Kugelstoßen | 18,65 m       | 11            | 18,98 m       | 6             | 6      |
| Männer              |             |               |               |               |               |        |
| Hamish Kerr         | Hochsprung  | 2,28 m        | 4             | 2,30 m        | 10            | 10     |
| Jacko Gill          | Kugelstoßen | 20,96 m       | 9             | 20,71 m       | 9             | 9      |
| Tomas Walsh         | Kugelstoßen | 21,49 m       | 2             | 22,47 m       | 3             | Bronze |

### Radsport

#### Bahn
| Athleten                                                                   | Wettbewerb            | Qualifikation | Qualifikation | Finals          | Finals        | Rang |
| Athleten                                                                   | Wettbewerb            | Zeit/Punkte   | Rang          | Zeit/Punkte     | Rang          | Rang |
| -------------------------------------------------------------------------- | --------------------- | ------------- | ------------- | --------------- | ------------- | ---- |
| Frauen                                                                     |                       |               |               |                 |               |      |
| Ellesse Andrews                                                            | Sprint                | 10,563 s      | 11            | ausgeschieden   | ausgeschieden | 11   |
| Kirstie James                                                              | Sprint                | 11,116 s      | 27            | ausgeschieden   | ausgeschieden | 27   |
| Rushlee Buchanan Jessie Hodges                                             | Madison               | —             | —             | −39             | 11            | 11   |
| Bryony Botha Kirstie James Jaime Nielsen Holly Edmondston Rushlee Buchanan | Mannschaftsverfolgung | 4:12,536 min  | 6             | 4:10,800 min    | 8             | 8    |
| Männer                                                                     |                       |               |               |                 |               |      |
| Ethan Mitchell                                                             | Sprint                | 9,705 s       | 24            | ausgeschieden   | ausgeschieden | 24   |
| Sam Webster                                                                | Sprint                | 9,631 s       | 18            | ausgeschieden   | ausgeschieden | 11   |
| Campbell Stewart Corbin Strong                                             | Madison               | —             | —             | −17             | 11            | 11   |
| Sam Dakin Ethan Mitchell Sam Webster Callum Saunders                       | Teamsprint            | 43,066 s      | 5             | 43,703 s        | 7             | 7    |
| Aaron Gate Regan Gough Jordan Kerby Corbin Strong Nick Kergozou            | Mannschaftsverfolgung | 3:46,079 min  | 3             | überholt worden | 4             | 4    |

Keirin
| Athleten        | Wettbewerb | 1. Runde | Hoffnungslauf | Viertelfinale | Halbfinale    | Finale        | Rang          |
| Athleten        | Wettbewerb | Rang     | Rang          | Rang          | Rang          | Rang          | Rang          |
| --------------- | ---------- | -------- | ------------- | ------------- | ------------- | ------------- | ------------- |
| Frauen          |            |          |               |               |               |               |               |
| Ellesse Andrews | Keirin     | 4        | 1             | 2             | 2             | 2             | Silber        |
| Männer          |            |          |               |               |               |               |               |
| Callum Saunders | Keirin     | 2        | —             | 5             | ausgeschieden | ausgeschieden | ausgeschieden |
| Sam Webster     | Keirin     | 5        | 3             | ausgeschieden | ausgeschieden | ausgeschieden | ausgeschieden |

Omnium
| Frauen           |        |    |   |    |    |    |    |    |   |     |                |
| Holly Edmondston | Omnium | 24 | 9 | 14 | 14 | 22 | 10 | 7  | 5 | 67  | 10             |
| Männer           |        |    |   |    |    |    |    |    |   |     |                |
| Campbell Stewart | Omnium | 28 | 7 | 18 | 12 | 32 | 5  | 51 | 7 | 129 | Silbermedaille |

#### Straße
| Athleten       | Wettbewerb       | Zeit         | Rang |
| -------------- | ---------------- | ------------ | ---- |
| Männer         |                  |              |      |
| George Bennett | Straßenrennen    | 6:11:46 h    | 26   |
| George Bennett | Einzelzeitfahren | 1:00:28,39 h | 25   |
| Patrick Bevin  | Straßenrennen    | DNF          | –    |
| Patrick Bevin  | Einzelzeitfahren | 57:24,29 min | 10   |

#### Mountainbike
| Athleten     | Wettbewerb    | Zeit      | Rang |
| ------------ | ------------- | --------- | ---- |
| Männer       |               |           |      |
| Anton Cooper | Cross-Country | 1:26:00 h | 6    |

#### BMX
| Athleten      | Wettbewerb | Viertelfinale | Viertelfinale | Halbfinale | Halbfinale | Finale        | Finale        | Rang |
| Athleten      | Wettbewerb | Punkte        | Rang          | Punkte     | Rang       | Zeit          | Rang          | Rang |
| ------------- | ---------- | ------------- | ------------- | ---------- | ---------- | ------------- | ------------- | ---- |
| Frauen        |            |               |               |            |            |               |               |      |
| Rebecca Petch | BMX-Rennen | 10            | 3             | 16         | 6          | ausgeschieden | ausgeschieden | 12   |

### Reiten

#### Springreiten
| Athleten                                                                     | Wettbewerb | Strafpunkte   | Strafpunkte   | Strafpunkte   | Strafpunkte   | Strafpunkte   | Strafpunkte   | Rang |
| Athleten                                                                     | Wettbewerb | Einzelwertung | Einzelwertung | Einzelwertung | Nationenpreis | Nationenpreis | Nationenpreis | Rang |
| Athleten                                                                     | Wettbewerb | 1. Umlauf     | 2. Umlauf     | Stechen       | 1. Umlauf     | 2. Umlauf     | Stechen       | Rang |
| ---------------------------------------------------------------------------- | ---------- | ------------- | ------------- | ------------- | ------------- | ------------- | ------------- | ---- |
| Bruce Goodin mit Danny V                                                     | Einzel     | 13,00         | ausgeschieden | ausgeschieden | —             | —             | —             | 57   |
| Daniel Meech mit Cinca                                                       | Einzel     | 2,00          | ausgeschieden | ausgeschieden | —             | —             | —             | 26   |
| Uma O’Neill mit Clockwise of Greenhill Z                                     | Einzel     | 17,00         | ausgeschieden | ausgeschieden | —             | —             | —             | 64   |
| Bruce Goodin mit Danny V Daniel Meech mit Cinca Tom Tarver-Priebe mit Popeye | Mannschaft | —             | —             | —             | 39,00         | ausgeschieden | ausgeschieden | 14   |

#### Vielseitigkeitsreiten
| Athleten                                                                            | Wettbewerb | Minuspunkte Dressur | Minuspunkte Gelände | Minuspunkte Springen | Minuspunkte Springen | Minuspunkte Gesamt | Rang |
| ----------------------------------------------------------------------------------- | ---------- | ------------------- | ------------------- | -------------------- | -------------------- | ------------------ | ---- |
| Jesse Campbell mit Diachello                                                        | Einzel     | 30,10               | 14,40               | 0,40                 | 9,60                 | 54,40              | 22   |
| Jonelle Price mit Grovine de Reve                                                   | Einzel     | 30,70               | 2,00                | 0,00                 | 9,20                 | 41,90              | 11   |
| Tim Price mit Vitali                                                                | Einzel     | 25,60               | 1,20                | 12,00                | 21,60                | 60,40              | 25   |
| Jesse Campbell mit Diachello Jonelle Price mit Grovine de Reve Tim Price mit Vitali | Mannschaft | 86,40               | 17,60               | 12,40                | —                    | 116,40             | 5    |

### Rudern
| Athleten | Wettbewerb             | Vorlauf     | Vorlauf | Vorlauf       | Hoffnungslauf / Viertelfinale | Hoffnungslauf / Viertelfinale | Hoffnungslauf / Viertelfinale | Halbfinale     | Halbfinale | Halbfinale    | Finale      | Finale | Rang   |
| Athleten | Wettbewerb             | Zeit        | Platz   | Qualifikation | Zeit                          | Platz                         | Qualifikation                 | Zeit           | Platz      | Qualifikation | Zeit        | Platz  | Rang   |
| --- | ---------------------- | ----------- | ------- | ------------- | ----------------------------- | ----------------------------- | ----------------------------- | -------------- | ---------- | ------------- | ----------- | ------ | ------ |
| Frauen |                        |             |         |               |                               |                               |                               |                |            |               |             |        |        |
| Emma Twigg | Einer                  | 7:35,22 min | 1       | Viertelfinale | 7:54,96 min                   | 1                             | Halbfinale A/B                | 7:20,70 min    | 1          | Finale A      | 7:13,97 min | 1      | Gold   |
| Brooke Donoghue Hannah Osborne | Doppelzweier           | 6:53,62 min | 1       | Halbfinale    | –                             | –                             | –                             | 7:09,05 min    | 2          | Finale A      | 6:44,82 min | 2      | Silber |
| Georgia Nugent-O’Leary Ruby Tew Eve Macfarlane Olivia Loe                                                                             | Doppelvierer           | 6:25,23 min | 4       | Hoffnungslauf | 6:39,91 min                   | 3                             | Finale B                      | —              | —          | —             | 6:29,00 min | 2      | 8      |
| Grace Prendergast Kerri Gowler | Zweier ohne Steuerfrau | 7:19,08 min | 1       | Halbfinale    | –                             | –                             | –                             | 6:47,41 min WR | 1          | Finale A      | 6:50,19 min | 1      | Gold   |
| Ella Greenslade Emma Dyke Lucy Spoors Kelsey Bevan Grace Prendergast Kerri Gowler Elizabeth Ross Jackie Gowler Caleb Shepherd (Stm.)  | Achter                 | 6:07,65 min | 1       | Finale        | –                             | –                             | –                             | —              | —          | —             | 6:00,04 min | 2      | Silber |
| Männer |                        |             |         |               |                               |                               |                               |                |            |               |             |        |        |
| Jordan Parry | Einer                  | 7:04,45 min | 2       | Viertelfinale | 7:18,48 min                   | 4                             | Halbfinale C/D                | 6:57,70 min    | 1          | Finale C      | 6:55,55 min | 1      | 13     |
| Jack Lopas Chris Harris | Doppelzweier           | 6:12,05 min | 3       | Halbfinale    | –                             | –                             | –                             | 6:26,08 min    | 4          | Finale B      | 6:15,51 min | 2      | 8      |
| Brook Robertson Stephen Jones | Zweier ohne Steuermann | 6:56,53 min | 3       | Halbfinale    | –                             | –                             | –                             | 6:41,46 min    | 6          | Finale B      | 6:38,30 min | 6      | 12     |
| Tom Mackintosh Hamish Bond Thomas Murray Michael Brake Dan Williamson Phillip Wilson Shaun Kirkham Matt Macdonald Sam Bosworth (Stm.) | Achter                 | 5:32,11 min | 2       | Hoffnungslauf | 5:22,04 min                   | 1                             | Finale                        | —              | —          | —             | 5:24,64 min | 1      | Gold   |

### 7er-Rugby
| Wettbewerb         | Frauen | Männer |
| ------------------ | --- | --- |
| Athleten           | Sarah Hirini Portia Woodman Ruby Tui Tyla Nathan-Wong Theresa Fitzpatrick Stacey Fluhler Michaela Blyde Alena Saili Risaleaana Pouri-Lane Kelly Brazier Gayle Broughton Shiray Kaka | Tim Mikkelson Scott Curry Dylan Collier Tone Ng Shiu Sam Dickson Andrew Knewstubb Ngarohi McGarvey-Black Sione Molia Kurt Baker Joe Webber Etene Nanai-Seturo Regan Ware |
| Trainer            | Allan Bunting Corey Sweeney | Clark Laidlaw |
| P-Akkreditierte    | Tenika Willison Jazmin Hotham Terina Te Tamaki | William Warbrick Caleb Clarke Amanaki Nicole |
| Gruppenphase       | Kenia (29:7) Großbritannien (26:21) ROC (33:0) | Südkorea (50:5) Argentinien (35:14) Australien (14:12) |
| Viertelfinale      | ROC (36:0) | Kanada (21:10) |
| Halbfinale         | Fidschi (22:17 n. V.) | Großbritannien (29:7) |
| Finale             | Frankreich (26:12) | Fidschi (12:27) |
| Platzierungsspiele | – | – |
| Platzierung        | Gold | Silber |

### Schießen
| Athleten       | Wettbewerb | Qualifikation   | Qualifikation | Finale          | Finale        | Ringe/ Scheiben | Rang |
| Athleten       | Wettbewerb | Ringe/ Scheiben | Rang          | Ringe/ Scheiben | Rang          | Ringe/ Scheiben | Rang |
| -------------- | ---------- | --------------- | ------------- | --------------- | ------------- | --------------- | ---- |
| Frauen         |            |                 |               |                 |               |                 |      |
| Chloe Tipple   | Skeet      | 108             | 27            | ausgeschieden   | ausgeschieden | ausgeschieden   | 27   |
| Natalie Rooney | Trap       | 117             | 10            | ausgeschieden   | ausgeschieden | ausgeschieden   | 10   |

### Schwimmen
| Athleten                                             | Wettbewerb         | Vorlauf      | Vorlauf | Halbfinale    | Halbfinale    | Finale        | Finale        | Rang |
| Athleten                                             | Wettbewerb         | Zeit         | Rang    | Zeit          | Rang          | Zeit          | Rang          | Rang |
| ---------------------------------------------------- | ------------------ | ------------ | ------- | ------------- | ------------- | ------------- | ------------- | ---- |
| Frauen                                               |                    |              |         |               |               |               |               |      |
| Erika Fairweather                                    | 200 m Freistil     | 1:57,26 min  | 14      | 1:59,14 min   | 16            | ausgeschieden | ausgeschieden | 16   |
| Erika Fairweather                                    | 400 m Freistil     | 4:02,28 min  | 4       | —             | —             | 4:08,01 min   | 8             | 8    |
| Eve Thomas                                           | 800 m Freistil     | 8:32,51 min  | 18      | —             | —             | ausgeschieden | ausgeschieden | 18   |
| Eve Thomas                                           | 1500 m Freistil    | 16:29,66 min | 27      | —             | —             | ausgeschieden | ausgeschieden | 27   |
| Hayley McIntosh                                      | 1500 m Freistil    | 16:44,43 min | 31      | —             | —             | ausgeschieden | ausgeschieden | 31   |
| Ali Galyer                                           | 100 m Rücken       | 1:02,65 min  | 33      | ausgeschieden | ausgeschieden | ausgeschieden | ausgeschieden | 33   |
| Ali Galyer                                           | 200 m Rücken       | 2:15,16 min  | 24      | ausgeschieden | ausgeschieden | ausgeschieden | ausgeschieden | 24   |
| Carina Doyle Erika Fairweather Ali Galyer Eve Thomas | 4 × 200 m Freistil | 8:06,16 min  | 12      | ausgeschieden | ausgeschieden | ausgeschieden | ausgeschieden | 12   |
| Männer                                               |                    |              |         |               |               |               |               |      |
| Zac Reid                                             | 400 m Freistil     | 3:49,85 min  | 23      | —             | —             | ausgeschieden | ausgeschieden | 23   |
| Zac Reid                                             | 800 m Freistil     | 7:53,06 min  | 18      | —             | —             | ausgeschieden | ausgeschieden | 18   |
| Lewis Clareburt                                      | 200 m Lagen        | 1:57,27 min  | 3       | 1:57,55 min   | 7             | 1:57,70 min   | 8             | 8    |
| Lewis Clareburt                                      | 400 m Lagen        | 4:09,49 min  | 2       | —             | —             | 4:11,22 min   | 7             | 7    |

### Segeln
| Athleten                        | Wettbewerb  | Qualifikation | Qualifikation | Medal Race    | Medal Race    | Punkte | Rang   |
| Athleten                        | Wettbewerb  | Punkte        | Rang          | Punkte        | Rang          | Punkte | Rang   |
| ------------------------------- | ----------- | ------------- | ------------- | ------------- | ------------- | ------ | ------ |
| Frauen                          |             |               |               |               |               |        |        |
| Alex Maloney Molly Meech        | 49erFX      | 102           | 12            | ausgeschieden | ausgeschieden | 102    | 12     |
| Männer                          |             |               |               |               |               |        |        |
| Sam Meech                       | Laser       | 89            | 8             | 20            | 10            | 109    | 10     |
| Josh Junior                     | Finn Dinghy | 47            | 5             | 20            | 10            | 67     | 5      |
| Paul Snow-Hansen Daniel Willcox | 470er       | 51            | 4             | 6             | 3             | 57     | 4      |
| Peter Burling Blair Tuke        | 49er        | 52            | 1             | 6             | 3             | 58     | Silber |
| Mixed                           |             |               |               |               |               |        |        |
| Erica Dawson Micah Wilkinson    | Nacra 17    | 130           | 12            | ausgeschieden | ausgeschieden | 130    | 12     |

### Surfen
| Athleten        | Wettbewerb | 1. Runde | 1. Runde | 2. Runde | 2. Runde | 3. Runde    | 3. Runde   | Viertelfinale | Viertelfinale | Halbfinale    | Halbfinale    | Finale / Platz 3 | Finale / Platz 3 | Rang |
| Athleten        | Wettbewerb | Punkte   | Rang     | Punkte   | Rang     | Gegner      | Ergebnis   | Gegner        | Ergebnis      | Gegner        | Ergebnis      | Gegner           | Ergebnis         | Rang |
| --------------- | ---------- | -------- | -------- | -------- | -------- | ----------- | ---------- | ------------- | ------------- | ------------- | ------------- | ---------------- | ---------------- | ---- |
| Frauen          |            |          |          |          |          |             |            |               |               |               |               |                  |                  |      |
| Ella Williams   | Shortboard | 9,70     | 2        | Freilos  | Freilos  | B. Hennessy | 7,73:12,00 | ausgeschieden | ausgeschieden | ausgeschieden | ausgeschieden | ausgeschieden    | ausgeschieden    | 9    |
| Männer          |            |          |          |          |          |             |            |               |               |               |               |                  |                  |      |
| Billy Stairmand | Shortboard | 9,97     | 3        | 11,34    | 3        | I. Ferreira | 9,67:14,54 | ausgeschieden | ausgeschieden | ausgeschieden | ausgeschieden | ausgeschieden    | ausgeschieden    | 9    |

### Taekwondo
| Athleten  | Wettbewerb               | Achtelfinale | Achtelfinale | Viertelfinale | Viertelfinale | Halbfinale | Halbfinale | Hoffnungsrunde | Hoffnungsrunde | Finale        | Finale        | Rang |
| Athleten  | Wettbewerb               | Gegner       | Ergebnis     | Gegner        | Ergebnis      | Gegner     | Ergebnis   | Gegner         | Ergebnis       | Gegner        | Ergebnis      | Rang |
| --------- | ------------------------ | ------------ | ------------ | ------------- | ------------- | ---------- | ---------- | -------------- | -------------- | ------------- | ------------- | ---- |
| Männer    |                          |              |              |               |               |            |            |                |                |               |               |      |
| Tom Burns | Federgewicht (bis 68 kg) | B. Sinden    | 8:53         | —             | —             | —          | —          | H. Reçber      | 8:23           | ausgeschieden | ausgeschieden | 7    |

### Tennis
| Athleten                     | Wettbewerb | 1. Runde                    | 1. Runde  | 2. Runde | 2. Runde | Achtelfinale             | Achtelfinale | Viertelfinale          | Viertelfinale    | Halbfinale          | Halbfinale | Finale / Platz 3          | Finale / Platz 3 |
| Athleten                     | Wettbewerb | Gegner                      | Ergebnis  | Gegner   | Ergebnis | Gegner                   | Ergebnis     | Gegner                 | Ergebnis         | Gegner              | Ergebnis   | Gegner                    | Ergebnis         |
| ---------------------------- | ---------- | --------------------------- | --------- | -------- | -------- | ------------------------ | ------------ | ---------------------- | ---------------- | ------------------- | ---------- | ------------------------- | ---------------- |
| Männer                       |            |                             |           |          |          |                          |              |                        |                  |                     |            |                           |                  |
| Marcus Daniell Michael Venus | Doppel     | J. Herassimau / I. Iwaschka | 6:3, 7:66 | —        | —        | W. Koolhof / J.-J. Rojer | kampflos     | J. S. Cabal / R. Farah | 6:3, 3:6, [10:7] | M. Čilić / I. Dodig | 2:6, 2:6   | A. Krajicek / T. Sandgren | 7:63, 6:2 Bronze |

### Triathlon
| Athleten                                                    | Wettbewerb | Zeit      | Rang   |
| ----------------------------------------------------------- | ---------- | --------- | ------ |
| Frauen                                                      |            |           |        |
| Ainsley Thorpe                                              | Einzel     | DNF       | DNF    |
| Nicole van der Kaay                                         | Einzel     | 2:03:26 h | 29     |
| Männer                                                      |            |           |        |
| Tayler Reid                                                 | Einzel     | 1:46:54 h | 18     |
| Hayden Wilde                                                | Einzel     | 1:45:24 h | Bronze |
| Mixed                                                       |            |           |        |
| Tayler Reid Ainsley Thorpe Hayden Wilde Nicole van der Kaay | Staffel    | 1:26:53 h | 12     |

### Turnen

#### Gerätturnen
| Athleten         | Wettbewerb       | Qualifikation | Qualifikation | Finale        | Finale        | Rang |
| Athleten         | Wettbewerb       | Punkte        | Rang          | Punkte        | Rang          | Rang |
| ---------------- | ---------------- | ------------- | ------------- | ------------- | ------------- | ---- |
| Männer           |                  |               |               |               |               |      |
| Mikhail Koudinov | Barren           | 14,433        | 35            | ausgeschieden | ausgeschieden | 35   |
| Mikhail Koudinov | Boden            | 13,433        | 51            | ausgeschieden | ausgeschieden | 51   |
| Mikhail Koudinov | Pauschenpferd    | 12,466        | 59            | ausgeschieden | ausgeschieden | 59   |
| Mikhail Koudinov | Reck             | 11,366        | 69            | ausgeschieden | ausgeschieden | 69   |
| Mikhail Koudinov | Ringe            | 12,600        | 64            | ausgeschieden | ausgeschieden | 64   |
| Mikhail Koudinov | Mehrkampf Einzel | 78,064        | 52            | ausgeschieden | ausgeschieden | 52   |

#### Trampolinturnen
| Athleten          | Wettbewerb | Qualifikation | Qualifikation | Finale        | Finale        | Rang   |
| Athleten          | Wettbewerb | Punkte        | Rang          | Punkte        | Rang          | Rang   |
| ----------------- | ---------- | ------------- | ------------- | ------------- | ------------- | ------ |
| Frauen            |            |               |               |               |               |        |
| Madaline Davidson | Einzel     | 93,140        | 10            | ausgeschieden | ausgeschieden | 10     |
| Männer            |            |               |               |               |               |        |
| Dylan Schmidt     | Einzel     | 112,120       | 3             | 60,675        | 3             | Bronze |

### Wasserspringen
| Athleten           | Wettbewerb        | Vorkampf | Vorkampf | Halbfinale | Halbfinale | Finale | Finale | Rang |
| Athleten           | Wettbewerb        | Punkte   | Rang     | Punkte     | Rang       | Punkte | Rang   | Rang |
| ------------------ | ----------------- | -------- | -------- | ---------- | ---------- | ------ | ------ | ---- |
| Männer             |                   |          |          |            |            |        |        |      |
| Anton Down-Jenkins | Kunstspringen 3 m | 394,45   | 16       | 424,80     | 8          | 415,60 | 8      | 8    |